# Collégiale Saint-Georges de Nancy
La collégiale Saint-Georges est une ancienne église de Nancy attenant au Palais des Ducs de Lorraine. 

## Histoire
Construite en 1339, elle reçoit le statut de nécropole dynastique des ducs de Lorraine. Y furent ainsi inhumés :   
- la duchesse Élisabeth d'Autriche en 1353 (avant son transfert dans les nécropoles habsbourgeoises de Koenigsfelden puis de Saint-Blaise et, enfin, de Saint-Paul du Lavantall).
- la duchesse Sophie de Wurtemberg en 1369.
- le duc Jean Ier en 1390.
- les princes Raoul et Louis de Lorraine morts en bas âge.
- le duc Charles II en 1431.
- la duchesse Marguerite de Wittelsbach en 1434.
- la duchesse Marie de Bourbon en 1448.
- le duc Nicolas de Lorraine en 1473.
- le duc Henri II en 1624.
- la duchesse Marguerite de Mantoue en 1632.

Souhaitant commémorer sa victoire lors de la bataille de Nancy, le duc René II fit inhumer son ennemi Charles le Téméraire dans la collégiale nancéienne. Son riche tombeau fut conçu et réalisé par l'artiste flamand Jean Crocq. Le corps du dernier duc de Bourgogne fut transféré en 1550 dans l'église Notre-Dame de Bruges à la demande Marie de Habsbourg, gouvernante des Pays-Bas. Seul le coffre qui contenait ses entrailles resta à Nancy.
Amputée de sa partie orientale (abside et transept) en 1717 pour permettre au duc Léopold d'agrandir le palais ducal, la collégiale fut finalement détruite en 1743 tandis que son chapitre était uni à celui de la primatiale. Sur ordre de l'ancien duc François III, les cendres des ducs de Lorraine furent alors transférées dans la chapelle ronde de l'église des Cordeliers.

## Galerie

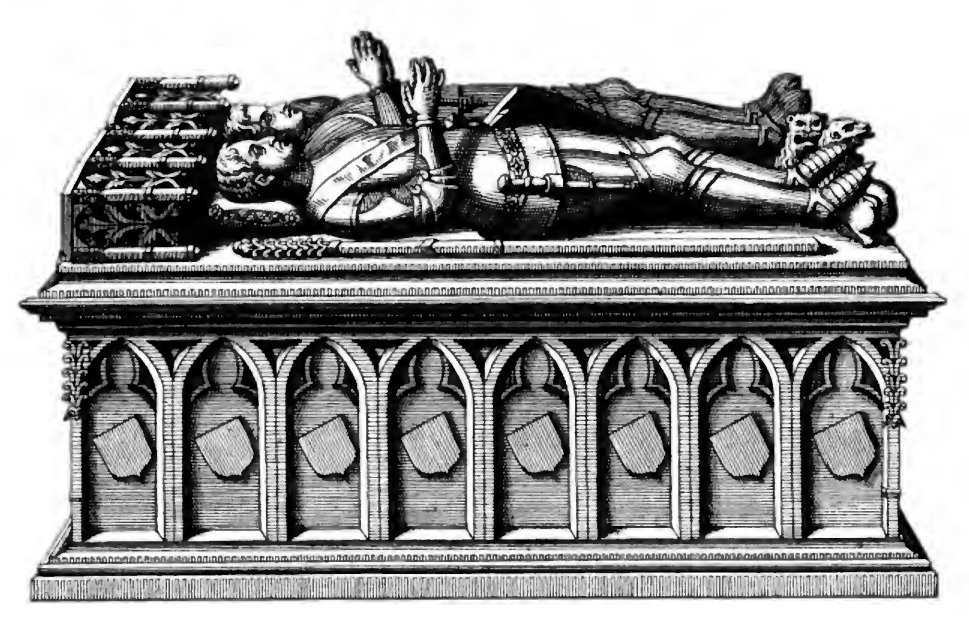
Tombeau des ducs Jean Ier et Nicolas d'Anjou.
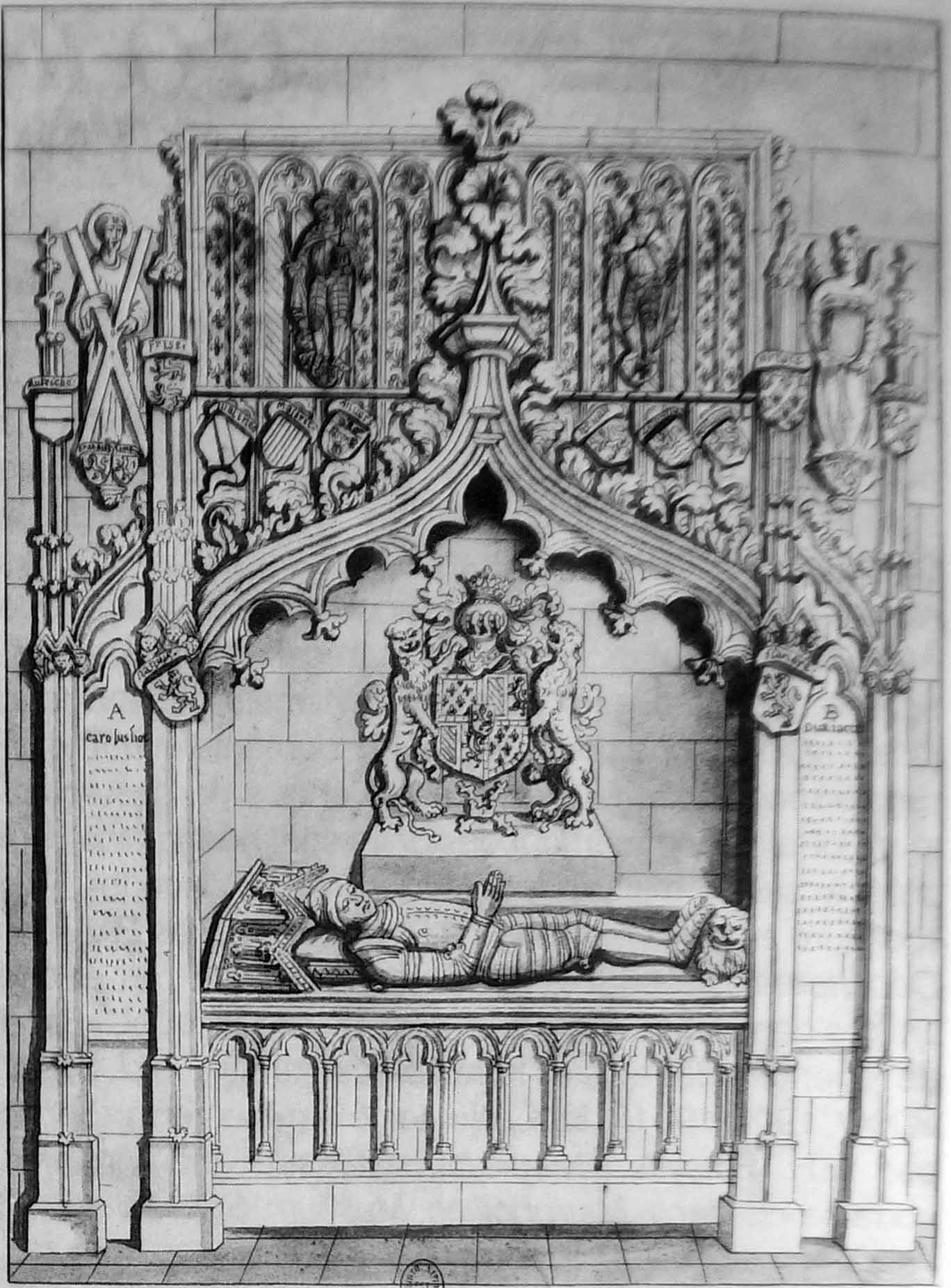
Gravure du tombeau de  Charles le Téméraire.
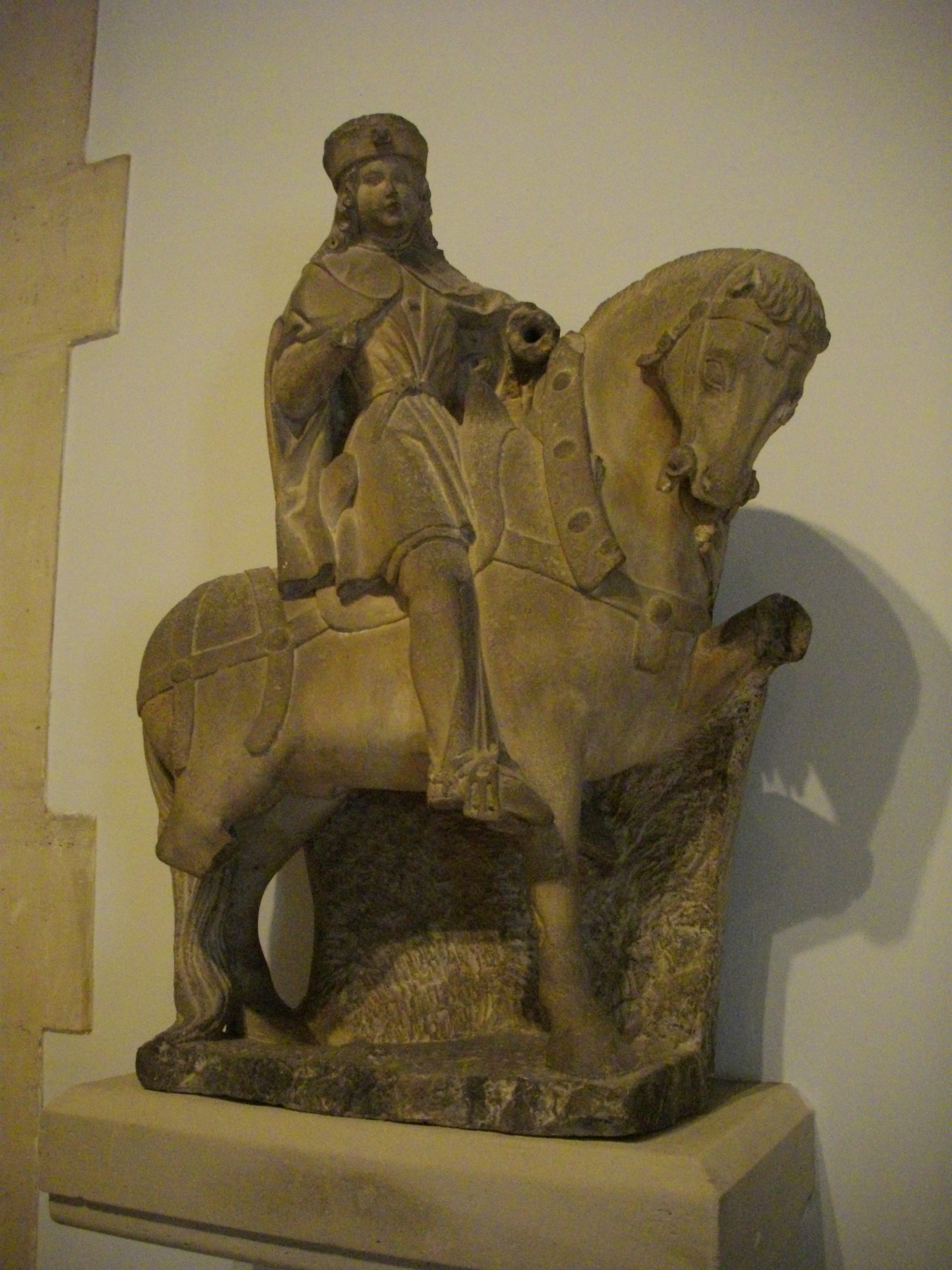
Statue de Gengoult au Musée lorrain, en provenance de la collégiale saint-Georges.